# Paul Piché (Bischof)
Jeffrey Paul Louis Piché OMI (* 14. September 1909 in Gravelbourg, Saskatchewan, Kanada; † 12. September 1992 in Edmonton, Alberta) war ein kanadischer Ordensgeistlicher und römisch-katholischer Bischof von Mackenzie-Fort Smith.

## Leben
Paul Piché trat der Ordensgemeinschaft der Oblaten der Unbefleckten Jungfrau Maria bei und empfing am 23. Dezember 1934 das Sakrament der Priesterweihe. 
Am 5. März 1959 ernannte ihn Papst Johannes XXIII. zum Titularbischof von Orcistus und zum Apostolischen Vikar von Mackenzie. Der Koadjutorerzbischof von Edmonton, Anthony Jordan OMI, spendete ihm am 11. Juni desselben Jahres die Bischofsweihe; Mitkonsekratoren waren der Apostolische Vikar von Grouard, Henri Routhier OMI, und der Bischof von Gravelbourg, Aimé Décosse.
Paul Piché nahm an allen vier Sitzungsperioden des Zweiten Vatikanischen Konzils teil. Er wurde am 13. Juli 1967 infolge der Erhebung des Apostolischen Vikariats Mackenzie zum Bistum der erste Bischof von Mackenzie-Fort Smith. Am 24. Januar 1986 nahm Papst Johannes Paul II. das von Paul Piché aus Altersgründen vorgebrachte Rücktrittsgesuch an.